# Мочалов, Олег Дмитриевич
Олег Дмитриевич Мочалов (род. 20 июля 1972, Куйбышев) ― российский археолог и педагог. Доктор исторических наук (2011), профессор. Ректор Самарского государственного социально-педагогического университета (2013—2022).

## Биография
Родился 20 июля 1972 года в Куйбышеве в семье инженеров и педагогов. Дед по линии отца — Павел Петрович Мочалов, первый директор Куйбышевского металлургического завода. Дед по линии матери — Иван Сергеевич Волков, ректор Куйбышевского политехнического института.
В 1989 году окончил среднюю школу № 81. В 1994 году окончил исторический факультет Самарского государственного педагогического института. В 1998 г защитил кандидатскую диссертацию по специальности «Археология» и получил учёную степень кандидата исторических наук. В 2000 году ему было присвоено учёное звание доцента. В 2011 году защитил докторскую диссертацию на тему «Керамика эпохи бронзы севера степи — лесостепи Волго-Уральского междуречья (по материалам могильников)».
Ведёт преподавательскую работу на кафедре отечественной истории и археологии с 1996 года. Читал курсы по дисциплинам «Археология», «Наш край», «Этнология», «Этнография народов Поволжья», «Историческая география», «Вспомогательные исторические дисциплины», «История», руководил археологической практикой студентов исторического факультета. Был участником и организатором многочисленных археологических экспедиций на территории Самарской области.
С 1999 по 2012 гг. выполнял обязанности заместителя декана исторического факультета и исполняющего обязанности декана. В 2012 г. единогласно избран деканом факультета. В ноябре 2012 года был назначен на должность проректора по научно-исследовательской работе.
25 июня 2013 года был избран ректором университета.
Является автором и соавтором более 110 научных и учебно-методических работ, в том числе 5 книг, 22 работы изданы за рубежом.

### Семья
Женат. Сын ― Виталий, дочь ― Алёна.

## Санкции
6 марта 2022 года после вторжения России на Украину подписал письмо в поддержу российской агрессии. С 9 июня 2022 года находится под персональными санкциями Украины за поддержку войны. Также был внесён ФБК в список коррупционеров и разжигателей войны за поддержку нападения на Украину, 16 марта 2022 года форумом свободной России внесён в «Список Путина» и доклад «поджигателей войны» с предложением введения против него международных санкций.

## Сочинения

### Монографии
- Мочалов О. Д. Керамика погребальных памятников эпохи бронзы лесостепи Волго-Уральского междуречья/ О. Д. Мочалов. — Самара: Изд-во СГПУ, 2008. — 252 с.
- Мочалов О. Д. Древние культуры и этносы Самарского Поволжья: учебное пособие / коллектив авторов. — Самара: Самарское книжное издательство, 2007. — 416 с.[8]